# Шарлиз Терон
Шарлиз Терон (афр. Charlize Theron, IPA: ; IPA:    или   ; Бенони, 7. август 1975) је јужноафричко-америчка глумица и филмска продуценткиња. Добитница је многих признања, укључујући награде Оскар, Златни глобус и Сребрни медвед за најбољу глумицу. Теронова је почела да се истиче на међународном плану већ деведесетих, играјући главне улоге у холивудским филмовима Ђавољи адвокат (1997) и Моћни Џо Јанг (1998). За филм Монструм (2003) у којем глуми серијског убицу, је награђена Оскаром за најбољу глумицу у главној улози, чиме је постала прва Јужноафриканка која је освојила ову престижну награду. Другу номинацију за Оскара добила је у улози сексуално напаствоване жене у потрази за правдом у драми "Северна земља" (2005). Поред тога, позната је и по следећим акционим филмовима који су донели милионску зараду:
- 2008. Ханкок
- 2012. Снежана и ловац
- 2012. Прометеј
- 2015. Побеснели Макс: Ауто-пут беса
- 2017. Паклене улице 8
- 2017. Атомска плавуша
- 2018. Тули

Почев од раних двехиљадитих, Теронова се упустила у продуцентски посао у оквиру своје компаније Denver and Delilah Productions. Била је продуцент многих филмова, укључујући и оне у којима је и сама глумила. Године 2007. је постала америчка држављанка, док је јужноафричко држављанство задржала. Године 2016. је у часопису Тајм проглашена једном од сто најутицајнијих људи на свету.

## Младост
Одрасла је на фарми у месту Бенини (недалеко од Јоханезбурга), тада у јужноафричкој провинцији Трансвал. Мајка јој је Герда Јакоба Алета (рођ. Мариц), а тац Чарлс Јакобус Терон (чији је предак по оцу Данијел Терон био истакнута личност Другог бурског рата). Теронова, између осталих, има претке немачког и холандског порекла, а њени најстарији познати преци су француски хугеноти, насељени у Јужној Африци.
Theron је окситанско презиме (изворно се пише Théron), а на африканерском се изговара као  (или ).
Петнаестогодишња Теронова је присуствовала породичној трагедији, када јој је мајка у самоодбрани убила оца алкохоличара који је малтретирао породицу.
Пошто се, како каже, у основној школи није уклопила, са 13 година је отишла у интернат где је почела своје студије у Националној школи уметности у Јоханезбургу. Матерњи језик јој је африканерски, а течно говори и енглески.

## Каријера

### Рани радови
Са пуних шеснаест година се преселила у Милано и почела да ради као манекенка. Након годину дана које је провела путујући Европом, преселила се са мајком у Њујорк где је похађала часове балета у оквиру "Балетске школе Џофри". Због повреде колена је морала да одустане од балета па је зато пала у депресију. Мајка, која је дошла из Јужне Африке, јој је рекла:"Или схвати шта је следеће што би желела да радиш или се врати кући, јер можеш и тамо да се дуриш."
Године 1994, се преселила у Лос Анђелес планирајући да ради у филмској индустрији. Првих месеци је требало да живи од новца који јој је послала мајка, међутим, једном приликом када је отишла да уновчи чек у банци на Булевару Холивуд, благајник је одбио то да уради. Теронова је тада ушла у жустру свађу са њим, коју је посматрао ловац на таленте, Џон Кросби, чекајући у реду иза ње. Пружио јој је визиткарту и касније је захваљујући томе ступила у контакт са кастинг агентима. Након што је у наредном периоду константно добијала од Џона сценарије који јој се нису допадали, одлучила је да га отпусти.
Након осам месеци проведених у граду, добија споредну улогу у филму Деца кукуруза 3(1995). После ове улоге каријера јој креће узлазном путањом и глуми у све познатијим филмовима, као што су Ђавољи адвокат са Кијануом Ривсом, Моћни Џо Јанг са Билом Пакстоном, Дворишта са Марком Волбергом и Монструм са Кристином Ричи. Прва значајнија улога којом је привукла пажњу је у филму "Два дана у долини" (1996).
Јануара 1999. године је била на насловној страни часописа "Венити фер". Такође је била и на насловници мајског издања магазина Плејбој 1999. године, али је против њих безуспешно поднела тужбу, јер су слике начињене неколико година раније, пре него што је била позната, а слика је објављена без њене дозволе.

### Успони и падови
Двехиљадитих је глумила у пет филмова и тада је била сматрана "ит девојком". Она каже да је у том периоду осећала да је продуценти подржавају, али не и филмски студији. Била је у аферама са продуцентима којима се дивила, али је схватила да глуми у неким заиста лошим филмовима.
Главном улогом у филму Монструм (2003) добила је симпатије филмског критичара Роџера Иберта који је изјавио да је:"њена изведба једна од највећих у историји кинематографије".
- 2004. године је освојила Оскара за најбољу глумицу у главној улози[29] и Златни глобус.[30]
- 2006. године се нашла на листи најплаћенијих глумица у Холивуду зарадивши 10 милиона америчких долара, и то као седма на листи, одмах иза Хале Бери, Камерон Дијаз, Друа Баримора, Ренера Целвегера, Риз Витерспун и Никол Кидман (часопис "Холивуд репортер").[31] AskMen also named her the number one most desirable woman of 2003.[32]
- 2003. године магазин "Питај мушкарце" ју је именовао најпожељнијом женом те године.[32]
- 2005. године је глумила у трећој сезони Фоксове серије Arrested Development.[33] Такође, добила је Златног глобуса и номинацију за награду Еми за ударне термине за серију телевизије ејч-би-оу "Живот и смрт Питера Селера".[34]

30.09. је добила звезду на Холивудској стази славних. Исте године појавила у научнофантастичном филму "Еон флакс", који је доживео финансијски фијаско. Такође је добила и награду за најбољу изведбу људског женског гласа у видео игри направљеној по истоименом филму.
Оскара за најбољу глумицу у главној улози и номинацију за Златни глобус добила је играјући у драми "Северна земља".
- 2008. године је проглашена женом године од стране Hasty Pudding Theatricals.[38] Касније у току године, добила је улогу у филму "Ханкок" са Вилом Смитом, а Генерални секретар Уједињених нација Бан Ки-Мун јој је упутио позив да се бави позивањем на мир у оквиру Уједињених нација као гласник мира.[39]
- 2009. године је ко-презентовала нацрт за Светско првенство у фудбалу у Кејп Тауну, заједно са познатим личностима јужноафричке националности.

### Недавни радови
- Након две године, које нису прошле баш успешно, Теронова се враћа у центар пажње филмом "Млађи пунолетници" (2011) за који је добила позитивне критике. Номинована је за награду Златни глобус и неколико других награда.
- Потом је 2012. године играла краљицу Равену, Снежанину злу маћеху у филму "Снежана и ловац".[40] Своје искуство "постајања" лика кога глуми описује на следећи начин: "Проницање у суштину лика за мене представља лак посао. Једном кад кажем "да" након читања сценарија, постајем оптерећена тиме-ја сам иначе опсесивна по природи. Начин на који желим да глумим настаје у том тренутку. То је веома усамљеничко, унутрашње искуство. Све време размишљам о лику и посматрам ствари па све заједно слажем у глави. Постајем оптерећена њеном природом и њеним навикама. Када се укључи камера време је да уверљиво пренесем истину. Цео тај процес не можеш да обављаш у ходу, насред снимања. Бар ја не могу."[41]
- 2012. године је глумила у филму "Прометеј" Ридлија Скота, а 2013. године је проглашена шездесет и осмом највреднијом звездом Холивуда од стране Vulture/NYMag: "Срећни смо што Теронова може да остане на листи чак и кад нема филмских остварења у текућој години...свака глумица која поседује ту вештину, лепоту и неустрашивост треба да има заувек место у Холивуду."[42]
- 2015. године играла је Либи Дејл у филмској адаптацији романа "Мрачна места".[43] Исте године је играла у "Побеснелом Максу: Ауто-пут беса" са Томом Хардијем.[44][45]
- 2016. године је репризирала улогу краљице Равене у филму "Ловац и ледена краљица", наставку "Снежане и ловца".[46]
- 2017. године је обележила улогом у филму "Паклене улице 8". Играла је главног антагонисту целе франшизе "Паклене улице".

Потом и у "Атомској плавуши", адаптацији стрипа "Најхладнији град", у продукцији Дејвида Линча.
- 2018. године је радила на филмовима "Тули" и "Гринго".

## Остали подухвати

### Активизам
- 2007. године је основала The Charlize Theron Africa Outreach Project (CTAOP), а наредне године је започела програм подршке младим Африканцима у борби против хива. Простире се на субсахарски предео Африке али и на домовину Теронове. Њен пројекат се заснива на принципу сарадње са организацијама на нивоу ужих територијалних заједница јер сматра да они имају најпоузданија сазнања о потребама људи који живе на тим просторима. Између осталог, помаже им на тај начин што додељује грантове у сврху превенције хива.[48]
- 2008. године је именована гласницом мира Уједињених нација.[49] Цитат Бана Ки-Муна:"Упорно се посвећујеш унапређивању живота жена и деце у јужној Африци, као и превенцији насиља против жена."[50]
- 2009. године је започела сарадњу са ТОМС ципелама, како би избацили ограничену колекцију унисекс ципела. Оне су направљене од веганског материјала, а инспирисане су афричким баобаб дрвећем. Десет хиљада пара је поклоњено сиромашној деци.[51]

Теронова се такође залаже за права животиња, тако да је и чланица ПЕТЕ. Била је заштитно лице њихове рекламе у кампањи против коришћења животињског крзна.
Поборник је истополних бракова, па је учествовала у маршу у Калифорнији 2009. године. Јавно је истакла да одбија да се уда све док истополни бракови не буду легализовани у САД: "Не желим да се удам јер сада институција брака делује прилично једнолична, а ја желим да живим у земљи у којој сви имамо једнака права. Доста мојих пријатеља су гејеви и лезбејке, који баш желе да уђу у брак и ја не бих могла мирно да спавам ако бих се ја удала а они немају ту могућност."

## Приватни живот
Шарлиз Терон има двоје усвојене деце. Марта 2012. године је усвојила дечака, а јула 2015. је усвојила девојчицу. Живи у Лос Анђелесу.

### Везе
Забављала се са певачем групе Терд ај блајнд, Стивеном Џенкинсом; међутим, веза се прекинула када је Шарлиз изразила жељу да се уда. Након тога је била верена за Шона Пена али је веридба раскинута 2015.

### Здравље
Као дете Шарлиз је патила од жутице која јој је проузроковала денталне проблеме. У једном интервјуу је изјавила: "Нисам имала зубе све до своје једанаесте године. Због жутице сам морала да пијем многе антибиотике који су утицали на то да ми зуби труле, тако да су морали да их изваде. Никад нисам ни имала млечне зубе."
У току снимања филма "Еон флакс" у Берлину повредила је врат па је морала да носи крагну месецима. Јула 2009. године дијагностикован јој је озбиљан стомачни вирус. Док је била на снимању филма "Пут", повредила је гласне жице снимајући сцену у којој се порађа.
И Шарлиз и њена мајка, Герда Мариц, имају проблем са спавањем, па су покушале једно време да користе марихуану у медицинске сврхе. Тада су биле обележене од стране медија.

## Филмографија
| Филмови             |                                      |               |                              | |
| Година              | Српски назив                         | Изворни назив | Улога                        | Напомене |
| 1995.               | Деца кукуруза 3: Урбана жетва        |               | Илајева следбеница           | непотписана; direct-to-video |
| 1996.               | 2 дана у долини                      |               | Хелга Свелген                | |
| 1996.               | То што радиш!                        |               | Тина Пауерс                  | |
| 1997.               | Збрка у судници                      |               | Били Тајлер                  | |
| 1997.               | Ђавољи адвокат                       |               | Мери Ен Ломакс               | |
| 1998.               | Позната личност                      |               | супермодел                   | |
| 1998.               | Моћни Џо Јанг                        |               | Џил Јанг                     | номинација — Награда Сатурн за најбољу споредну женску улогу (филм) |
| 1999.               | Астронаутова жена                    |               | Џилијан Армакост             | |
| 1999.               | Живот нема правила                   |               | Кенди Кендал                 | номинација — Награда Удружења филмских глумаца за најбољу филмску поставу номинација — Награда Сателит за најбољу глумицу у споредној улози |
| 2000.               | Игра јелена                          |               | Ешли Мерцер                  | |
| 2000.               | Дворишта                             |               | Ерика Столц                  | |
| 2000.               | Људи од части                        |               | Гвен Сандеј                  | |
| 2000.               | Легенда о Багеру Венсу               |               | Адел Инвергордон             | |
| 2001.               | Слатки новембар                      |               | Сара Дивер                   | |
| 2001.               | 15 минута славе                      |               | Роуз Херн                    | |
| 2001.               | Проклетство шкорпиона од жада        |               | Лора Кенсингтон              | |
| 2002.               | У замци                              |               | Карен Џенингс                | |
| 2002.               | Буђење у Рину                        |               | Кенди Киркендал              | |
| 2003.               | Посао у Италији                      |               | Стела Бриџер                 | |
| 2003.               | Монструм                             |               | Ајлин Уорнос                 | такође продуценткиња; Оскар за најбољу главну улогу Златни глобус за најбољу главну глумицу у играном филму (драма) Награда Удружења филмских глумаца за најбољу глумицу у главној улози Награда Удружења телевизијских филмских критичара за најбољу глумицу у главној улози Награда Спирит за најбољу глумицу у главној улози Награда Сателит за најбољу глумицу у главној улози Сребрни медвед за најбољу глумицу номинација — БАФТА за најбољу глумицу у главној улози номинација — МТВ филмска награда за најбољу женску улогу |
| 2004.               | Живот и смрт Питера Селерса          |               | Брит Екланд                  | номинација — Награда Еми за најбољу споредну глумицу у мини-серији или ТВ филму |
| 2004.               | На седмом небу                       |               | Гилда Бесе                   | |
| 2005.               | Северна земља                        |               | Џоузи Ејмс                   | номинација — Оскар за најбољу главну улогу номинација — Златни глобус за најбољу главну глумицу у играном филму (драма) номинација — БАФТА за најбољу глумицу у главној улози номинација — Награда Удружења филмских глумаца за најбољу глумицу у главној улози номинација — Награда Удружења телевизијских филмских критичара за најбољу глумицу у главној улози номинација — Награда Сателит за најбољу глумицу у главној улози                                                                                                   |
| 2005.               | Еон Флукс                            |               | Еон Флукс                    | такође глас за видео-игру |
| 2006.               |                                      |               | —                            | продуценткиња; документарац |
| 2007.               | У долини Ила                         |               | дет. Емили Сандерс           | |
| 2007.               | Битка у Сијетлу                      |               | Ела                          | |
| 2008.               | Месечарење                           |               | Џолин Риди                   | такође продуценткиња |
| 2008.               | Хенкок                               |               | Мери Ембри                   | номинација — Награда Сатурн за најбољу споредну женску улогу (филм) |
| 2008.               | Равница у пламену                    |               | Силвија                      | такође извршна продуценткиња номинација — Награда Сатурн за најбољу споредну женску улогу (филм) |
| 2009.               | Пут                                  |               | Жена                         | |
| 2009.               | Астро бој                            |               | нараторка                    | |
| 2011.               | Млади                                |               | Мејвис Гари                  | номинација — Златни глобус за најбољу главну глумицу у играном филму (мјузикл или комедија) номинација — Награда Удружења телевизијских филмских критичара за најбољу глумицу у главној улози номинација — Награда националног филмског савеза САД за најбољу женску улогу номинација — Награда Сателит за најбољу глумицу у главној улози |
| 2012.               | Снежана и ловац                      |               | краљица Равена               | номинација — Награда Сатурн за најбољу споредну женску улогу (филм) |
| 2012.               | Прометеј                             |               | Мередит Викерс               | |
| 2014.               | Ко преживи, причаће                  |               | Ана                          | |
| 2015.               | Побеснели Макс 4: Ауто-пут беса      |               | Императорка Фуриоза          | |
| 2015.               | Мрачна места                         |               | Либи Деј                     | такође продуценткиња |
| 2016.               | Последње лице                        |               | Рен Питерсен                 | |
| 2016.               | Кубо и две жице                      |               | мајмун/Саријату (глас)       | |
| 2016.               | Ловац и ледена краљица               |               | краљица Равена               | |
| 2016.               |                                      |               | —                            | продуценткиња |
| 2017.               | Паклене улице 8                      |               | Сајфер                       | |
| 2017.               | Атомска плавуша                      |               | Лорајн Броугтон              | |
| 2017.               |                                      |               | Марло                        | такође продуценткиња |
| 2019.               | Породица Адамс                       |               | Мортиша Адамс (глас)         | |
| 2019.               | Оне су бомбе                         |               | Мегин Кели                   | такође продуценткиња; номинација — Оскар за најбољу главну улогу |
| 2020.               | Стара гарда                          |               | Енди                         | |
| 2021.               | Паклене улице 9                      |               | Сајфер                       | |
| 2021.               | Породица Адамс 2                     |               | Мортиша Адамс (глас)         | |
| 2022.               | Доктор Стрејнџ у мултиверзуму лудила |               | Клиа                         | камео |
| 2022.               | Школа добра и зла                    |               | дама Лесо                    | |
| 2023.               | Паклене улице 10                     |               | Сајфер                       | |
| 2025.               | Стара гарда 2                        |               | Енди                         | |
| 2026.               | Одисеја                              |               | Кирка                        | |
| Телевизијске серије |                                      |               |                              | |
| 1997.               | Поверљиво из Холивуда                |               | Сали Боуен                   | ТВ филм |
| 2000.               | Уживо суботом увече                  |               | домаћин                      | епизода: Шарлиз Терон / Пол Сајмон |
| 2004.               | Живот и смрт Питера Селерса          |               | Брит Екланд                  | ТВ филм |
| 2005.               | Ометени у развоју                    |               | Рита Лидс                    | 5 епизода |
| 2006.               | Роботско пиле                        |               | Данијелова мама / конобарица | епизода: |
| 2013.               |                                      |               | Рита Лидс                    | извршна продуценткиња пилот епизоде |
| 2014.               | Уживо суботом увече                  |               | домаћин                      | епизода: Шарлиз Терон / Блек киз |